# Heliogábalo
Marco Aurélio Antonino Heliogábalo (em latim: Marcus Aurelius Antoninus Heliogabalus; c. 203 — 11 de março de 222), nascido como Sexto Vário Ávito Bassiano (em latim: Sextus Varius Avitus Bassianus), comumente conhecido como Heliogábalo ou Elagábalo, foi um imperador romano da dinastia severa dentre 218 a 222. Sua mãe Júlia Soémia era de origem síria e seu pai chamava-se Sexto Vário Marcelo. Como cidadão romano, seu nome provavelmente era Vário Avito Bassiano, mas ao tornar-se imperador, adotou o nome de Marco Aurélio Antonino. Apenas recebeu o cognome de Heliogábalo após a sua morte. Durante a sua juventude, serviu como sacerdote do deus Heliogábalo na cidade natal da família de sua mãe, Emesa, na província da Síria.
Em 217, o imperador Caracala foi assassinado e substituído pelo seu prefeito do pretório, Marco Opélio Macrino. A tia materna de Caracala, Júlia Mesa, instigou com sucesso uma revolta entre a Terceira Legião para ter o seu neto mais velho, Heliogábalo, declarado imperador. Macrino foi derrotado no dia 8 de junho de 218, na Batalha de Antioquia, depois da qual Heliogábalo, com apenas catorze anos de idade, ganhou o poder imperial e começou um reinado caracterizado principalmente por escândalos sexuais e controvérsias religiosas.
Diversos historiadores acreditam que posteriormente Heliogábalo mostrou desrespeito às tradições religiosas romanas e tabus sexuais. Heliogábalo substituiu o tradicional deus Júpiter no Panteão Romano pelo deus Heliogábalo, e forçou membros importantes do governo de Roma a participarem em rituais que celebravam esta divindade, liderados por ele próprio. Casou-se cinco vezes, levando favores dos bajuladores masculinos que se pensava popularmente terem intenções de serem seus amantes, e diz-se que se prostituía no palácio imperial. Seu comportamento o distanciou da guarda pretoriana, do senado e dos cidadãos.
Entre crescente oposição, Heliogábalo, com apenas 18 anos, foi assassinado e substituído pelo seu primo Alexandre Severo no dia 11 de março de 222, numa conspiração feita pela sua avó, Júlia Mesa, e membros da guarda pretoriana.
Heliogábalo criou uma reputação entre os seus contemporâneos como excêntrico, decadente, e zelote, o que foi provavelmente exagerado pelos seus sucessores e rivais políticos. Esta propaganda espalhou-se e, os historiadores no início da era moderna sujeitaram-no como um dos imperadores romanos com a pior reputação. Edward Gibbon, por exemplo, escreveu que Heliogábalo "abandonou a si mesmo para ter prazeres grosseiros e ser descontroladamente furioso". De acordo com B.G. Niebuhr, "o nome Heliogábalo está gravado na História acima de todos os outros" por causa de sua "vida inefavelmente repugnante". Os mais recentes historiadores têm tentado separar os fatos reais da ficção, preservando com maior cautela a visão deste personagem e seu reinado.

## Família e sacerdócio

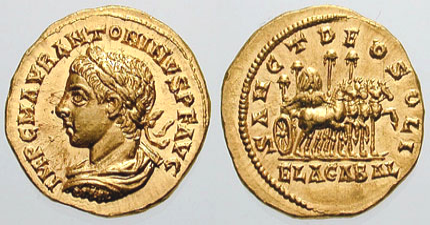
Áureo romano representando Heliogábalo. A parte de trás diz Sanct Deo Soli Elagabal (Para o Santo Deus Sol Elagabal), e mostra uma quadriga dourada a carregar a pedra sagrada do templo de Emesa.

Heliogábalo nasceu a cerca de 203 como Vário Avito Bassiano na família de Sexto Vário Marcelo e de Júlia Soémia Bassiana. O seu pai era inicialmente um membro da classe equestre, mas foi mais tarde elevado ao cargo de senador. A sua avó Júlia Mesa era a viúva do cônsul Júlio Avito, a irmã de Júlia Domna, e a cunhada do imperador Septímio Severo. Júlia Soémia era uma prima do imperador Caracala. Outros parentes incluíam a sua tia Júlia Ávita Mameia e tio Marco Júlio Géssio Marciano e o filho deles, Alexandre Severo. A família de Heliogábalo tinha direitos hereditários ao sacerdócio do deus sol Heliogábalo, sendo Heliogábalo o alto sacerdote em Emesa (atual Homs) na Síria.
A divindade Heliogábalo foi inicialmente venerado em Emesa. O nome é latinizado da forma síria Ilāh hag-Gabal, El refere-se à divindade suprema semítica, enquanto que Gabal significa "montanha" (comparar com o hebraico גבל [gevul] e árabe جبل [jebel]), o que resulta em "Deus da Montanha" é a manifestação divina de Emesa. O culto ao deus propagou-se a outras partes do Império Romano no século II, como por exemplo, uma consagração foi encontrada na distante Woerden, nos Países Baixos. O deus foi mais tarde importado e assimilado com o deus romano do Sol, conhecido como Sol Indiges em tempos republicanos, e mais tarde Sol Invicto durante os séculos II e III. Na Grécia, o nome do deus sol era Hélio, e consequentemente, adotou-se Heliogábalo.

## Ascensão ao poder
Quando o imperador Macrino chegou ao poder, suprimiu a ameaça vinda da família do seu antecessor assassinado, Caracala, ao exilá-los: Júlia Mesa, as duas filhas desta, bem como o neto mais velho, Heliogábalo, tiveram de ir para Emesa, na Síria. Quase imediatamente ao chegar na Síria, ela começou a conspirar, juntamente com o seu conselheiro eunuco e o tutor de Heliogábalo, Gânis, para derrubar Macrino e elevar o rapaz de catorze anos a imperador. Heliogábalo e a sua mãe colaboraram imediatamente e anunciaram, falsamente, que ele era o filho ilegítimo de Caracala, e por consequência deviam ter a lealdade dos soldados romanos e senadores que tinham jurado ser leais a Caracala. Depois de Júlia Mesa ter demonstrado a sua riqueza à Terceira Legião em Rapana eles juraram lealdade a Heliogábalo. Ao nascer-do-sol no dia 16 de maio de 218, Públio Valério Comazão Eutiquiano, comandante da legião, declarou-o imperador. Para reforçar a sua legitimidade através de mais propaganda, Heliogábalo assumiu os nomes de Caracala, Marco Aurélio Antonino.
Em resposta, Macrino enviou o seu prefeito do pretório Úlpio Juliano para a região com um contingente de tropas que ele considerava forte o suficiente para esmagar a rebelião. Contudo, esta força juntou-se a Heliogábalo quando, durante a batalha, os soldados se viraram contra os seus próprios comandantes. Estes foram mortos e a cabeça de Juliano foi enviada ao imperador.
Macrino enviou cartas ao senado denunciando Heliogábalo como o Falso Antonino e alegando que este era louco. Conseguiu assim que os cônsules e outros membros importantes dos líderes de Roma o condenassem, e o senado declarou guerra contra Heliogábalo e Júlia Mesa.
Macrino e o seu filho, enfraquecidos pela deserção da Segunda Legião devido a subornos e promessas circuladas por Júlia Mesa, foram derrotados a 8 de junho de 218 na Batalha de Antioquia pelas tropas de Gânis. Macrino fugiu para a Itália, disfarçado de mensageiro, mas foi mais tarde interceptado perto da Calcedónia e executado na Capadócia. O seu filho Diadumeniano, enviado para a corte parta para a sua própria segurança, foi capturado em Zeugma e assassinado também.
Heliogábalo declarou a data da vitória em Antioquia como o início do seu reinado e assumiu os títulos imperiais sem esperar pela aprovação do senado, o que violou a tradição, mas que era prática comum entre os imperadores do século III. Cartas de reconciliação foram enviadas para Roma estendendo anistia ao senado e reconhecendo as leis, ao mesmo tempo condenando a administração de Macrino e do seu filho.
Os senadores responderam ao reconhecer Heliogábalo como imperador e aceitando a sua pretensão de ser filho de Caracala. Caracala e Júlia Domna foram ambos deificados pelo senado, ambas Júlia Mesa e Júlia Soémia foram elevadas a augustas, e a memória de Macrino e Diadumeniano foi condenada e vilificada pelo senado. O ex-comandante da Terceira Legião, Comazão, foi nomeado comandante da guarda pretoriana.

## Imperador

### Primeiro ano
Heliogábalo e a sua corte passaram o inverno de 218 na Bitínia em Nicomédia, onde, pela primeira vez, as crenças religiosas do imperador se manifestaram como sendo um problema. O historiador contemporâneo Dião Cássio sugere que Gânis foi de facto morto pelo novo imperador porque ele estava a forçar Heliogábalo a viver com "temperança e prudência". Para ajudar os romanos a aceitarem à ideia de terem um sacerdote oriental como imperador, Júlia Mesa enviou a Roma uma pintura de Heliogábalo vestido de sacerdote, que foi pendurada acima da estátua da deusa Vitória na Casa do Senado. Isto colocou os senadores na posição estranha de terem de dar oferendas a Heliogábalo sempre que davam oferendas a Vitória.
As legiões ficaram consternadas com este comportamento e arrependeram-se apressadamente da decisão de apoiarem Heliogábalo como imperador. Enquanto Heliogábalo ainda estava a caminho de Roma, breves revoltas estalaram na Quarta Legião, instigadas por Gélio Máximo, e na Terceira Legião, que tinha sido responsável pela subida ao poder de Heliogábalo, a mando do senador Vero. A rebelião foi rapidamente esmagada, e a Terceira Legião foi dissolvida.
Quando a corte chegou a Roma no outono de 219, Comazão e outros aliados de Júlia Mesa e Heliogábalo foram dados posições poderosas e lucrativas, sendo considerado um ultraje para os muitos senadores que não os consideravam dignos. Depois de ser prefeito do pretório, Comazão serviu como prefeito da cidade três vezes, e como cônsul duas vezes. Heliogábalo brevemente desvalorizou a moeda romana, diminuindo a pureza da prata de 58% para 46,5% do denário — o peso real da prata caiu 1,82 gramas para 1,41 gramas. Ele também desvalorizou o antoniniano neste período em Roma.
Heliogábalo tentou fazer com que o seu suposto amante, o cocheiro de biga Hiérocles, fosse declarado "César", enquanto outro suposto amante, o atleta Aurélio Zótico, recebeu o cargo não-administrativo mas influente de cubiculário. A sua oferta de anistia aos líderes romanos foi grandemente honrada, embora o jurista Ulpiano tenha sido exilado.
As relações entre Júlia Mesa, Júlia Soémia, e Heliogábalo eram boas no princípio. A sua mãe e avó foram as primeiras mulheres autorizadas a entrarem no senado, e ambas receberam títulos senatoriais: Soémia teve o título tradicional de Clarissima e Mesa recebeu o menos ortodoxo Mater Castrorum et Senatus. Enquanto Júlia Mesa tentou ser o poder atrás do trono e subsequentemente a mulher mais poderosa do mundo, Heliogábalo era altamente independente, com ideias próprias, e impossível de controlar.

### Religiosidade
Desde o reino de Septímio Severo, a veneração do sol tinha crescido no império. Heliogábalo viu isto como uma oportunidade de tornar Heliogábalo como a divindade suprema no Panteão romano. O deus foi chamado Sol Invicto e foi posto acima de Júpiter. Como sinal da união com a religião romana, Heliogábalo concedeu Astarte, Minerva, Urânia, ou uma combinação das três deusas, a Heliogábalo como esposa.
Provocou mais ultraje ainda quando se casou com a virgem vestal Aquília Severa, proclamando que o casamento ia produzir "crianças parecidas com os deuses". Esta era uma quebra flagrante da lei e tradição romana, que dizia que qualquer Vestal que tivesse tido relações sexuais devia ser enterrada viva.
Um enorme templo chamado Elagabálio foi construído no leste do Palatino para albergar Heliogábalo, que era representado por um bétilo cónico negro de Emesa. Herodiano escreveu que "esta pedra é venerada como se fosse enviada do céu; nela estão pequenas peças salientes e marcas que apontam para fora, que o povo gosta de acreditar ser uma imagem do sol, porque é assim que as vêem". Com o objectivo de se tornar no sumo sacerdote da sua nova religião, Heliogábalo circuncidou-se. Ele forçou senadores a assisti-lo dançar à volta do altar do deus Sol Invicto ao som de tambores e címbalos, e em cada solstício de verão havia um ritual dedicado ao deus, o qual se tornou popular com as massas devido à grande distribuição de comida. Durante este festival, Heliogábalo colocou a pedra de Emesa numa biga adornada em ouro e joias, que ele desfilou pela cidade:
Uma biga de seis cavalos levava a divindade, os cavalos enormes e de um branco puro, com arreios de ouro e ricos ornamentos. Ninguém segurava nas rédeas, e ninguém estava na carruagem; o veículo era escoltado como se o próprio deus fosse o cocheiro da biga. Heliogábalo corria de costas à frente da carruagem, olhando para o deus e segurando nas rédeas dos cavalos. Ele fez toda a viagem nesta maneira contrária, olhando para a face do seu deus.
As relíquias mais sagradas da religião romana foram transferidas dos seus respectivos santuários para o Elagabálio, incluindo a Grande Mãe, o fogo de Vesta, os ancis dos sálios e o Paládio, de modo que nenhum outro deus excepto Heliogábalo fosse venerado.

### Sexualidade

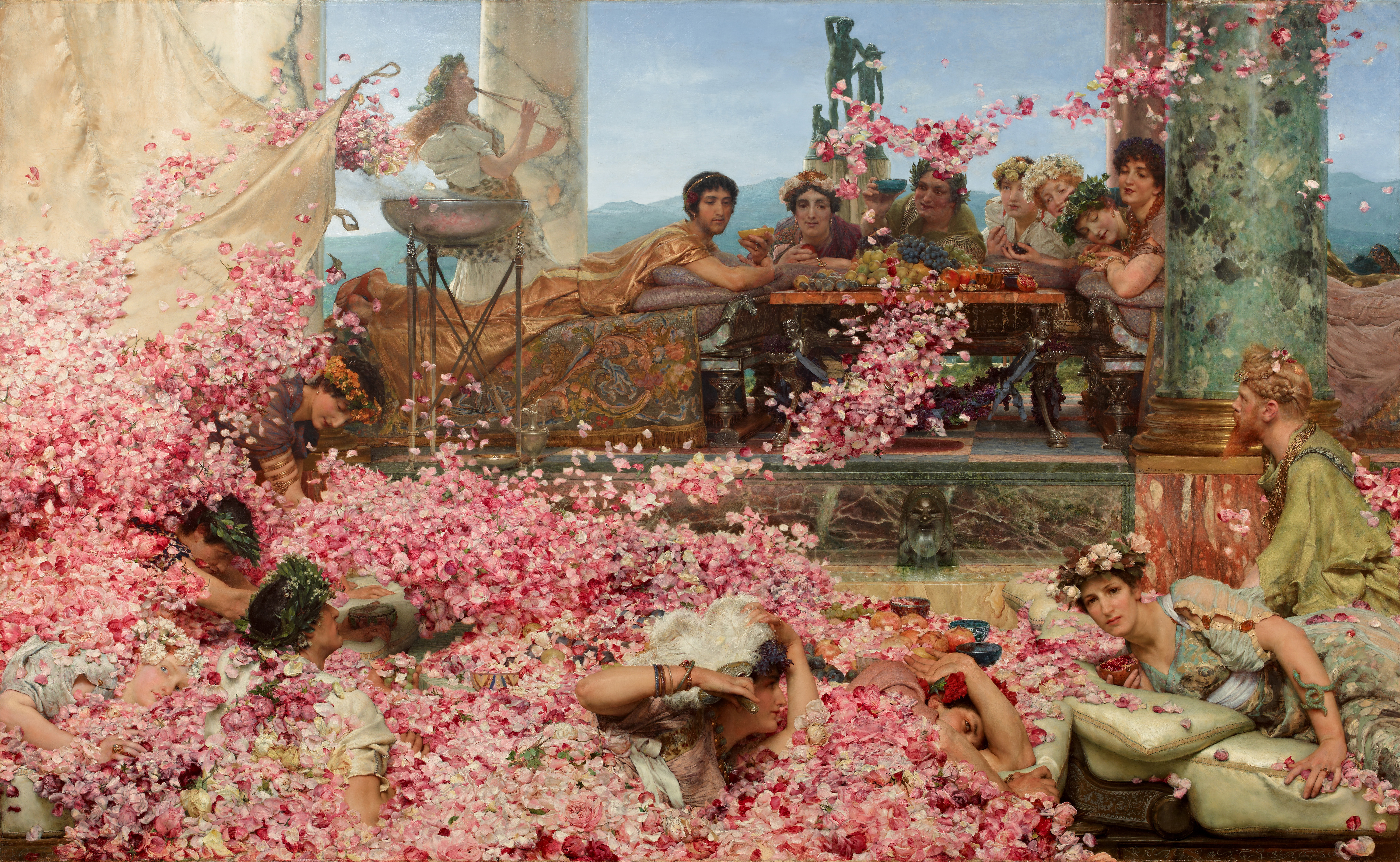
As Rosas de Heliogábalo, por Lawrence Alma-Tadema, 1888

A orientação sexual e identidade de género de Heliogábalo são fonte de muito debate. Heliogábalo casou-se e divorciou-se de cinco mulheres, três das quais são conhecidas. A sua primeira esposa foi Júlia Cornélia Paula, a segunda foi a virgem vestal Júlia Aquília Severa, mas num ano, ele abandonou-a e casou com Ânia Faustina, uma descendente de Marco Aurélio e viúva de um homem recentemente executado por Heliogábalo. Ele voltou para sua segunda esposa Severa no fim do ano. De acordo com Dião Cássio, a sua relação mais estável foi com o cocheiro de biga da sua quadriga, um escravo louro da Cária chamado Hiérocles, a quem Heliogábalo se referia como o seu marido.
A História Augusta diz que ele também se casou com um homem chamado Aurélio Zótico, um atleta de Esmirna, numa cerimónia pública em Roma. Dião Cássio diz que Heliogábalo pintava os olhos, depilava o seu cabelo e usava perucas antes de se prostituir em tavernas e bordéis, e até no palácio imperial:
Ao final, ele reservava um quarto no palácio e lá cometia as suas indecências, sempre nu à porta do quarto, como fazem as prostitutas, e abanando a cortina pendurada em anéis de ouro, enquanto numa voz doce e comovente se oferecia aos que passavam. Havia, obviamente, homens que tinham sido especialmente instruídos para desempenhar o seu papel. Para, assim como em outras questões também económicas, ele tinha numerosos agentes que procuravam por aqueles que mais o agradavam para participar de suas vilezas. Ele poderia ter coletado o dinheiro de sua clientela e dado a si mesmo os seus ganhos; também poderia ter disputado com seus colegas essa indecente ocupação, argumentando que possuía mais amantes e mais dinheiro.
Herodiano comentou que Heliogábalo mimava a sua beleza natural ao usar demasiada maquilhagem. Foi descrito como "ficando encantado ao ser chamado a amante, a esposa, a rainha de Hiérocles" e diz-se que ofereceu grandes somas de dinheiro ao médico que lhe pudesse dar genitais femininos. Subsequentemente, Heliogábalo tem sido frequentemente caracterizado por historiadores modernos como um transgénero, eventualmente transexual. O Museu de North Hertfordshire, na Inglaterra, anunciou que o imperador, era uma mulher trans.

### Queda do poder
Em 221, as excentricidades de Heliogábalo, particularmente a sua relação com Hiérocles, enfurecia cada vez mais os soldados da guarda pretoriana. Quando sua avó Júlia Mesa se apercebeu que o apoio popular ao imperador estava a enfraquecer rapidamente, ela decidiu que ele e a sua mãe, os quais tinham encorajados as praticas religiosas dele, tinham de ser substituídos.
Como alternativas, ela virou-se para a sua outra filha Júlia Ávita Mameia e o filho desta, Alexandre Severo, com treze anos. Convencendo Heliogábalo a nomear o seu primo como herdeiro, a Alexandre foi dado o título de César e partilhou o consulado com o imperador nesse ano. Contudo, Heliogábalo reconsiderou isto quando começou a suspeitar que a guarda pretoriana favorecia o seu primo acima de si. Depois de falhados os vários atentados à vida de Alexandre, Heliogábalo despiu o seu primo dos seus títulos, revogou o seu título de cônsul e circulou a notícia de que Alexandre estava perto da morte para ver a reacção dos pretorianos. Um motim foi o resultado, e a guarda exigiu ver Heliogábalo e Alexandre no acampamento pretoriano.

#### Assassinato (222)
O imperador obedeceu e no dia 11 de março de 222, apresentou o seu primo, com a sua mãe Júlia Soémia. Ao chegarem ao campo pretoriano, os soldados aclamaram Alexandre, ignorando Heliogábalo, que ordenou a prisão e execução de todos os que tinham tomado parte neste desrespeito contra ele. Em reposta, os pretorianos atacaram Heliogábalo e a sua mãe:
Ele tentou fugir, e teria escapado ao ser colocado numa arca, se não tivesse sido descoberto e assassinado, na idade de 18 anos. A sua mãe, que o abraçou e se agarrou a ele fortemente, pereceu com ele; as suas cabeças foram cortadas e os seus corpos, depois de serem despidos, foram primeiro arrastados pela cidade, e depois o corpo da mãe foi deixado num lugar qualquer, enquanto o dele foi atirado no rio.
A seguir à sua morte, muitas pessoas associados a Heliogábalo foram mortos ou depostos, incluindo Hiérocles e Comazão. Os seus edictos religiosos foram revocados e a pedra de Heliogábalo foi devolvido a Emesa. Mulheres foram banidas de atenderem reuniões no senado, e damnatio memoriae — o apagar uma pessoa de todos os registros públicos — foi decretada para ele.

## Legado

### Historiografia
Uma campanha de propaganda contra Heliogábalo, tradicionalmente atribuída a Júlia Ávita Mameia, foi feita depois da morte dele. Muitas histórias degradantes e falsas sobre ele foram circuladas, e as suas excentricidades podem ter sido exageradas. A mais famosa destas, imortalizada na pintura do século XIX As Rosas de Heliogábalo, conta que ele asfixiou convidados até à morte num jantar com um monte de "violetas e outras flores" que caíam de cima.

#### História Augusta
A fonte de muitas destas histórias sobre a devassidão de Heliogábalo é a História Augusta, que, segundo a opinião geral erudita, não é confiável nos seus detalhes. A Historia Augusta foi provavelmente escrita perto do fim do século IV durante o reinado do imperador Teodósio I, e deve tanto à imaginação do seu autor como a fontes históricas. Crê-se que a vida de Heliogábalo como descrita na História Augusta é um trabalho de ficção histórica. Apenas as secções 13 a 17, ligadas à queda de Heliogábalo, são consideradas com algum valor histórico.

#### Dião Cássio
Fontes mais críveis do que a História Augusta incluem os historiadores contemporâneos de Heliogábalo, Dião Cássio e Herodiano. Dião Cássio viveu da segunda metade do século II até algum momento depois de 229. Nascido numa família patrícia, passou a maior parte da sua vida no serviço público. Foi senador sob o imperador Cómodo e governador de Esmirna depois da morte de Septímio Severo. Depois, serviu como cônsul por volta de 205, e como procônsul em África e na Panónia.
Alexandre Severo tinha-o em grande estima e o fez novamente cônsul. A sua História Romana cobre quase um milénio, desde a mítica chegada de Eneias à Itália até 229. Como contemporâneo de Heliogábalo, o relato de Dião Cássio sobre o reino do imperador é normalmente mais crível do que o da História Augusta, apesar de ser notado que Dião também passou a maior parte desse período fora de Roma e teve de confiar em relatos de segunda mão quando escreveu a sua História Romana.
Além disso, o clima político depois do reinado de Heliogábalo, assim como a posição de Dião dentro do governo de Alexandre, provavelmente impuseram restricções na fiabilidade da sua escrita neste período. Dião regularmente se refere à Heliogábalo como Sardanapalus, particularmente para distingui-lo do seu nome divino, mas sobretudo fazer com que sua parte seja mantida pelo damnatio memoriae imposto após a morte do imperador e associá-lo com outro autocrata notório por uma vida pervertida.

#### Herodiano
Outro contemporâneo de Heliogábalo foi Herodiano, que era um servo civil romano que viveu de 170 até 240. O seu trabalho, "História do Império Romano desde Marco Aurélio", comumente abreviado para "História Romana", é um relato em primeira mão do reinado de Cómodo até ao princípio do reinado de Gordiano III. O seu trabalho, em grande medida, sobrepõe-se com a História Romana de Dião, mas ambos os textos parecem ser independentemente consistentes uns com a outra.
Apesar de Herodiano não ser considerado tão fiável como Dião Cássio, a sua falta de pretensões literárias e eruditas fazem-no menos tendencioso do que os historiadores senatoriais. Herodiano é considerado a fonte mais importante sobre as fontes religiosas que aconteceram durante o reino de Heliogábalo, que foram confirmadas pela numismática e arqueologia moderna.

#### Edward Gibbon
Para os leitores da era moderna, The History of the Decline and Fall of the Roman Empire de Edward Gibbon (1737-1794) foi mais a fundo nos comentários da reputação escandalosa de Heliogábalo. Gibbon não apenas aceitou e expressou ultraje às alegações dos antigos historiadores, mas apresentou mais alguns detalhes de si mesmo, sendo o primeiro historiador conhecido ao fato de que Gânis era um eunuco, por exemplo. Gibbon escreve:
Para confundir a ordem da época e o clima, a diversão com paixões e os preconceitos do seu sujeito, e para subverter todos sob a lei da natureza e a decência, eram numerosas as sua mais deliciosas distrações. Uma longa quantia de concubinas, e uma rápida sucessão de vidas, dentre a qual estava uma virgem vestal, cativada pela força de seu santuário, foi insuficiente para satisfazer a impotência de suas paixões. O chefe do mundo romano afetado a copiar o estilo e vestimentas do sexo feminino, preferindo a mulher com o cetro, e desonrou as principais dignidades do império ao distribuí-los com seus numerosos amantes; um de quem foi publicamente investido com o título e a autoridade do imperador, ou, como ele particularmente o caracterizou, o marido da imperatriz. Isto pode parecer provável, os vícios e as folias de Heliogábalo tiveram de ser adornadas por fantasia, e a difamação o prejudicou. Ainda, confinam a nós mesmos as cenas públicas de espetáculo antes do povo romano, atestado por historiadores sepultados e contemporâneos, eles excedem inexpressívelmente a infâmia de algumas outras eras ou séculos.
Duzentos anos após a era de Plínio, o uso do puro, ou de todas as misturas de sedas, foram confinadas ao sexo feminino, até que opulentos cidadãos de Roma e das províncias ficaram insensivelmente familiarizados com o exemplo de Heliogábalo, o primeiro que, por seus hábitos afeminados, tinha manchado a dignidade de um imperador e um homem.

#### Historiadores recentes
Os mais recentes historiadores tem repensado nas evidências de Heliogábalo e tem presenciado muitas imagens diferentes de sua vida e seu reino e as razões de sua morte. Martijn Icks em Images of Elagabalus (2008, republicado como The Crimes of Elagabalus em 2012 cita a irresponsabilidade dos antigos historiadores e conclui que este foi um imperador de políticas religiosas heterodoxas, mais propriamente do que seu comportamento sexual, de tal maneira que alienou o poder da elite de Roma. Sua avó percebeu ser propício seu fim e a substituição de Heliogábalo pelo primo.
Leonardo de Arrizabalaga y Prado, em The Emperor Elagabalus: Fact of Fiction? (2008), é igualmente a maior crítica aos antigos historiadores e especula que não foi a religiosidade nem a sexualidade responsáveis na queda do jovem imperador, que era simplesmente um fracassado em um esforço de poder dentro da família imperial; a lealdade da guarda pretoriana foi vendida, e Júlia Mesa tinha recursos para driblar seu neto. Uma vez que Heliogábalo, sua mãe, e seu imediato círculo haviam sido assassinados, uma grande guerra de propaganda contra sua memória resultou numa caricatura viciosa que tinha persistido até o presente, frequentemente adornada por historiadores posteriores mostrando seus próprios preconceitos da afeminação e outros vícios de Heliogábalo tinham vindos a compendiar.

### Heliogábalo na arte
Devido à antiga tradição sobre ele, Heliogábalo tornou-se algo de alguma importância ao decadentismo no final do século XIX. Ele frequentemente aparece na literatura e em outras mídias como um epítome de um jovem, um esteta amoral. Sua vida e imagem inspirou ou ao menos instruiu muitas obras de arte notórias.

#### Literatura
- "Irydion" (1836) por Zygmunt Krasiński, retrata Heliogábalo como um tirano cruel.
- "William Wilson" (1839) por Edgar Allan Poe abre com uma lusão à maldade de Heliogábalo.
- L'Agonie (Agonia) (1889), um romance do escritor francês Jean Lombard.
- Joris-Karl Huysmans À rebours, do movimento decadente, descreve no capítulo 2 a ingenuidade em um banquete designado por Des Essintes, o protagonista, consistindo apenas em alimentos de cor negra, pretendendo mostrar como numa memória perversa ele perde sua virilidade. O episódio é particularmente inspirado pelas irreais festas monocromáticas que Heliogábalo disse ter elaborado (Historia Augusta, Vida de Heliogábalo, capítulo 18).
- The Sun God (O Deus Sol, 1904), um romance do escritor Inglês Arthur Westcott.
- De Berg van Licht (A Montanha de Luz) (1905), um romance do escritor holandês Louis Couperus, destaca um simpático retrato de Heliogábalo.
- Algabal (1892–1919), uma colecção de poemas pelo poeta alemão Stefan George.
- The Amazing Emperor Heliogabalus (O Fantástico Imperador Heliogábalo, 1911), uma biografia pelo catedrático de Oxford John Stuart Hay.
- St. Dorothy (Santa Doroteia), um poema por Algernon Charles Swinburne, que se refere ao martírio da santa sob o reinado de Heliogábalo.
- Héliogabale ou l'Anarchiste couronné (Heliogábalo, ou o Anarquista coroado, 1934) pelo francês Antonin Artaud, trata-se de um ensaio surrealista que combina a biografia e ficção.
- "The Lottery in Babylon" (1941), uma curta história do escritor argentino Jorge Luis Borges, contém uma menção a Heliogábalo.
- Confessions of a Mask (1958), um romance do escritor japonês Yukio Mishima. Em uma cena, o narrador compara suas próprias motivações por cross-dressing com a juventude daquele "Heliogábalo, imperador de Roma do qual período de decadência, que destruiu os antigos deuses, um decadente, monarca bestial."
- Family Favourites (Favoritos de Família, 1960), um romance do escritor anglo-argentino Alfred Duggan. Heliogábalo é mostrado através da visão de um guarda-costas galês, como um gentil e charmoso esteta, personalidade amável, mas ausente de políticas com destreza. O romance termina com o narrador comentando saudosamente que apesar do meu querido soberano nunca poder ser reconhecido pelos deuses por seu corpo ter sido destruído em vez de receber o próprio sepultamento, mesmo se ele estiver cercado de demônios [no outro mundo] sua beleza e charme irão fazê-lo amado e servi-lo.
- Child of the Sun (Criança do Sol, 1966), um romance de Lance Horner e Kyle Onstott, que eram famosos por escreverem o livro em que foi baseado o filme Mandingo.
- Super-Eliogabalo (Super-Heliogábalo, 1969), um romance pelo escritor italiano Alberto Arbasino.
- Boy Caesar (Menino César, 2004), um romance pelo escritor Inglês Jeremy Reed.
- Being an Account of the Life and Death of the Emperor Heliogabolus, uma banda desenhada de 24 horas por Neil Gaiman.
- "The Lottery in Babylon" ("A Lotaria na Babilónia") (1941), uma história curta pelo escritor Argentino Jorge Luis Borges, têm refere^ncias de uma biografia, "Life of Antoninus Heliogabalus."

#### Pinturas
- As Rosas de Heliogábalo (1888), pelo académico Anglo-Holandês Sir Lawrence Alma-Tadema.
- Heliogábalo, Sumo Sacerdote do Sol (1866), pelo decadente Inglês Simeon Solomon, a uma certa altura um amigo próximo de Algernon Charles Swinburne.

#### Banda desenhada
- Vassalord (2006-), Manga de Nanae Chrono, onde o chamativo personagem principal, Johnny Rayflo (um antigo vampiro), é chamado ocasionalmente "O Heliogábalo Confinado."
- Helioglobolus - biografia na antologia Sueca Galago, por Simon Gärdenfors.

#### Música
- Eliogabalo, uma ópera pelo compositor barroco veneziano Francesco Cavalli (1667).
- Heliogabale, uma ópera pelo compositor francês Déodat de Séverac que estreou em 1910.
- Heliogabalus Imperator (Imperador Heliogábalo), um trabalho orquestral pelo compositor alemão Hans Werner Henze (1972).
- Eliogabalus, um álbum pela banda de rock Devil Doll (1990).
- Six Litanies for Heliogabalus, (Seis Litanias para Heliogábalo) pelo compositor e saxofonista John Zorn (2007).
- Heliogábalo é mencionado na "Major-General's Song" da ópera de Gilbert and Sullivan Os Piratas de Penzance: "Cito em elegías todos os crimes de Heliogábalo."
- Heliogabale, uma banda de rock francesa que lançou cinco álbuns desde 1995.
- Heliogabalus, uma canção por Momus do seu álbum de 2001 Folktronic, na qual o narrador defende Heliogábalo, dizendo que ele "não era culpado" pelas "mortes que causou".

#### Dança
- Héliogabale, uma coreografia de dança moderna por Maurice Béjart.

#### Filme
- Héliogabale, um filme mudo de 1909 pelo director francês André Calmettes.
- Héliogabale, ou L'orgie romaine, uma curta metragem silenciosa de 1911 pelo director francês Louis Feuillade.

#### Peças de teatro
- Mencken, H.L. and Nathan, George Jean. Heliogabalus A Buffoonery in Three Acts. Nova Iorque: Alfred A. Knopf, 1920.
- Elagabalus, Emperor of Rome(2008), uma peça pelo dramaturgo Americano Shawn Ferreyra, que estreou em São Francisco, Califórnia a 18 de janeiro de 2008.
- Escobar, C.H. de. "Heliogabalo: O Sol e a Pátria". Ed. Devir. Rio de Janeiro. 1989.

#### Vocabulário
- A palavra espanhola heliogábalo significa "pessoa dominada pela gula".[65]